# Pierrotite
La pierrotite (simbolo IMA: Pie) è un minerale del gruppo della sartorite appartenente alla famiglia dei "solfuri e solfosali" con composizione chimica Tl2(Sb,As)10S16.

## Etimologia e storia
La pierrotite è stata chiamata in questo modo nel 1970 da Claude Guillemin, Zdeněk Johan, Claude P. Laforêt e Paul Picot in onore di Roland Pierrot (1930 - 1998), un mineralogista francese. È stato capo del dipartimento di mineralogia e segretario generale del "National Geographical Service" presso il "French Geological Survey".

## Classificazione
Nella classica nona edizione della sistematica dei minerali di Strunz la pierrotite si trova nella classe "2. Solfuri e solfosali" e nella sottoclasse "2.H Solfosali di archetipo SnS", questa viene ulteriormente suddivisa in base all'eventuale presenza di certi metalli, in modo da trovare il minerale nella sezione "2.HC Con solo Pb", dove insieme alla parapierrotite forma il sistema nº 2.HC.05.f.
Tale classificazione viene mantenuta anche nell'edizione successiva, proseguita dal database "mindat.org" e chiamata Classificazione Strunz-mindat nella quale però, oltre ai minerali già citati, si aggiunge la philrothite.
Anche nella Sistematica dei lapis (Lapis-Systematik) di Stefan Weiß la pierrotite è elencata nella classe dei "solfuri e solfosali" e nella sottoclasse dei "solfosali (S : As,Sb,Bi = x)"; qui è nella sezione dei "solfosali con tallio/mercurio predominante (x = 4,0 - 1,6)" dove insieme a rebulite, jankovićite, philrothite, imhofite, bernardite, gillulyite, parapierrotite, dalnegroite, chabournéite, protochabournéite, boscardinite e gabrielite forma il sistema nº II/E.14.
Stessa cosa per la classificazione dei minerali secondo Dana, usata principalmente nel mondo anglosassone, che elenca la pierrotite nella classe dei "solfuri e solfosali" e nella sottoclasse dei "solfosali con rapporto 1 < z/y < 2 e composizione (A+)i(A2+)j[ByCz], A = metalli, B = semimetalli, C = non metalli"; qui è nel gruppo senza nome con numero 03.08.07 come unico membro.

## Abito cristallino
La pierrotite cristallizza nel sistema ortorombico con il gruppo spaziale Pna21 (gruppo nº 33) con le costanti di reticolo a = 8,77 Å, b = 38,8 Å, c = 8,03 Å, oltre ad avere 4 unità di formula per cella unitaria.

## Origine e giacitura
La pierrotite si forma in vene di quarzo in paragenesi con stibnite, realgar, pirite, un minerale amorfo senza nome con composizione Tl(As,Sb)10S16 (per campioni rinvenuti a Jas Roux in Francia); oppure con chabournéite e parapierrotite (per campioni trovati a Kavadarci, Macedonia del Nord).
La pierrotite è un minerale estremamente raro ed è stato trovato solo in pochi siti: a Jas Roux presso Gap (in Provenza-Alpi-Costa Azzurra, Francia, che è anche la località tipo); a Kavadarci (Macedonia del Nord); a Turinsk nell'oblast' di Sverdlovsk (Russia); nel distretto minerario di "Lookout Pass" (contea di Tooele, Utah, Stati Uniti).

## Forma in cui si presenta in natura
La pierrotite si presenta come aggregati policristallini; la lucentezza è metallica, il colore è bianco, con riflessi interni rossi. Il colore del suo striscio è nero rossastro.